# E010
|  | No s'ha de confondre amb E10. |

La ruta europea E010 és una carretera que forma part de la Xarxa de carreteres europees. Comença a Oix (Kirguizstan) i finalitza a Bixkek (Kirguizstan). Té una longitud de 570 km. Té una orientació de nord a sud.